# Vaugand
Vaugand est une série télévisée française créée par Charlotte Brändström, et diffusée pour la première fois en 2013. Les deux auteurs de la série se sont inspirés de l'avocat Éric Dupond-Moretti pour camper le héros, « un homme de loi, entre grande gueule et ours mal léché ».

## Synopsis
La série met en scène un avocat pénaliste nommé Richard Vaugand, secondé par un jeune avocat, David Finkel, et par une détective, Frédérique, dite Fred.

## Saisons

### Épisode pilote (2013)

#### Épisode 1:La place du mort
- Réalisation : Charlotte Brändström

- Scénario : Jean-Luc Estebe, Vincent Lambert
- Date de diffusion :
  -  Belgique : 15 octobre 2013 sur La Une de la RTBF
  -  France : 16 octobre 2013 sur France 2
- Résumé : Après des années d'absence, un avocat pénaliste reprend du service.

### Saison 1 (2014)

#### Épisode 2:La neuvième marche
- Réalisation : Charlotte Brändström
- Scénario : Jean-Luc Estebe, Vincent Lambert
- Date de diffusion :
  -  France : 2 avril 2014 sur France 2
- Résumé :

#### Épisode 3:Irresponsable
- Réalisation : Manuel Boursinhac
- Scénario : Jean-Luc Estebe, Vincent Lambert
- Date de diffusion :
  -  France : 22 octobre 2014 sur France 2
- Résumé : Vaugand accepte de défendre en appel Thierry Moncef, un déficient mental, déclaré coupable du meurtre d'une jeune femme mais déclaré irresponsable de ses actes en première instance. La famille de la victime et l'opinion publique estiment la sentence trop clémente et souhaitent qu'il soit condamné à la prison.

## Distribution
- Olivier Marchal : Richard Vaugand
- Arthur Jugnot : David Finkel
- Virginie Hocq : Fred
- Mathilde Lebrequier : Pauline Gamblin
- Isabelle Renauld : Judith
- David Sévier : Mathieu

## Récompenses
- Festival de la fiction TV de La Rochelle 2013[2] :
  - Meilleure interprétation masculine pour Olivier Marchal
  - Meilleur scénario